# Пуебла
Вижте пояснителната страница за други значения на Пуебла.
Пуебла (известен на испански също като Heróica Puebla de Zaragoza, Ероика Пуебла де Сарагоса, La Angelópolis, Ла Анхелополис, Puebla de los Ángeles, Пуебла де лос Анхелес) е най-големият град в щата Пуебла в Мексико, негова столица и четвъртият по големина в страната след Мексико, Гуадалахара и Монтерей.
Намира се в долината Пуебла, заобиколен от вулкани и заснежени планини. Отстои на 110 колометра юзоизточно от столицата на страната. Градът е с население 1 434 062 души (по данни от 2010 г.), а метрополията – 2 600 000 души.